# Teuchophorus
Teuchophorus är ett släkte av tvåvingar. Teuchophorus ingår i familjen styltflugor.

## Dottertaxa tillTeuchophorus, i alfabetisk ordning[1][2]
- Teuchophorus acinaces
- Teuchophorus acuminatus
- Teuchophorus amami
- Teuchophorus anomalicerus
- Teuchophorus antennatus
- Teuchophorus armatulus
- Teuchophorus barkalovi
- Teuchophorus bipilosus
- Teuchophorus brachystigma
- Teuchophorus bulohensis
- Teuchophorus calcaratus
- Teuchophorus caprivi
- Teuchophorus chaetifemoratus
- Teuchophorus chaetulosus
- Teuchophorus clavigerellus
- Teuchophorus condylus
- Teuchophorus conspicuus
- Teuchophorus costalis
- Teuchophorus couturieri
- Teuchophorus cristulatus
- Teuchophorus crobylotus
- Teuchophorus cteniuchus
- Teuchophorus ctenomerus
- Teuchophorus cupreoobscurus
- Teuchophorus daugeroni
- Teuchophorus denticulatus
- Teuchophorus digitatus
- Teuchophorus diminucosta
- Teuchophorus dimorphus
- Teuchophorus elongatus
- Teuchophorus emeiensis
- Teuchophorus enormis
- Teuchophorus ensicornis
- Teuchophorus eurystigma
- Teuchophorus femoratus
- Teuchophorus fimbritibia
- Teuchophorus fulvescens
- Teuchophorus fuscicornis
- Teuchophorus fuscihalteratus
- Teuchophorus gissaricus
- Teuchophorus gladiator
- Teuchophorus grandior
- Teuchophorus grandis
- Teuchophorus gratiosa
- Teuchophorus guangdongensis
- Teuchophorus gymnogynus
- Teuchophorus hirsutus
- Teuchophorus humilis
- Teuchophorus ketudatae
- Teuchophorus krabiensis
- Teuchophorus laingensis
- Teuchophorus laosensis
- Teuchophorus limosus
- Teuchophorus litoralis
- Teuchophorus longicauda
- Teuchophorus longifrons
- Teuchophorus longipecten
- Teuchophorus longisetosus
- Teuchophorus meiri
- Teuchophorus miles
- Teuchophorus minor
- Teuchophorus minutulus
- Teuchophorus miricornis
- Teuchophorus modestus
- Teuchophorus monacanthus
- Teuchophorus monochaetus
- Teuchophorus neesoonensis
- Teuchophorus nigrescus
- Teuchophorus nigricosta
- Teuchophorus notabilis
- Teuchophorus obliquus
- Teuchophorus obscurus
- Teuchophorus ornatuloides
- Teuchophorus ornatulus
- Teuchophorus pappi
- Teuchophorus paradoxipus
- Teuchophorus parcearmatus
- Teuchophorus parmatus
- Teuchophorus parvus
- Teuchophorus pauper
- Teuchophorus pectinatus
- Teuchophorus peltastes
- Teuchophorus pseudobipilosus
- Teuchophorus pusio
- Teuchophorus quadratus
- Teuchophorus queenslandicus
- Teuchophorus rohdendorfi
- Teuchophorus rozkosnyi
- Teuchophorus samraouii
- Teuchophorus signatus
- Teuchophorus simplex
- Teuchophorus simplicipes
- Teuchophorus simplicissimus
- Teuchophorus sinensis
- Teuchophorus singaporensis
- Teuchophorus spatulifer
- Teuchophorus spinigerellus
- Teuchophorus spinulosus
- Teuchophorus stenostigma
- Teuchophorus taiwanensis
- Teuchophorus temasek
- Teuchophorus tenuemarginatus
- Teuchophorus tianmushanus
- Teuchophorus tiomanensis
- Teuchophorus trangensis
- Teuchophorus uncinatus
- Teuchophorus unicinatus
- Teuchophorus ussurianus
- Teuchophorus utahensis
- Teuchophorus vanaartseni
- Teuchophorus ventralis
- Teuchophorus vexillifer
- Teuchophorus yingdensis
- Teuchophorus yunnanensis
- Teuchophorus zhuae
- Teuchophorus zlobini